# Clube Atlético do Porto
Il Clube Atlético do Porto, noto anche semplicemente come Porto (o come Porto de Caruaru o Porto-PE), è una società calcistica brasiliana con sede nella città di Caruaru, nello stato del Pernambuco.

## Storia
Il 23 luglio 1993, il club è stato fondato da alcuni residenti della Rua Coronel Francisco Rodrigues Porto.
Nel gennaio 1994, il club è entrato a far parte della Federação Pernambucana de Futebol, e nello stesso anno, il Porto ha partecipato al Campeonato Brasileiro Série C per la prima volta, dove è stato eliminato alla prima fase.
Nel 1995, il club ha partecipato di nuovo al Campeonato Brasileiro Série C, dove è stato eliminato alla prima fase. Nel 1996, il Porto ha raggiunto le semifinali del Campeonato Brasileiro Série C, il club è stato eliminato dal Vila Nova. Nel 1997, il club ha partecipato di nuovo al Campeonato Brasileiro Série C, dove è stato eliminato alla seconda fase dal Ferroviário-CE. Nel 1999, il club ha partecipato alla Coppa del Brasile e alla Copa do Nordeste. In entrambe le competizioni è stato eliminato alla prima fase.
Nel 2000, il Porto ha partecipato alla Copa João Havelange, dove è stato inserito nel "Modulo Verde", equivalente della terza divisione in quella stagione, dove è stato eliminato al primo turno. Nel 2003, il Porto ha vinto il Campeonato Pernambucano Série A2, battendo il Serrano, il Centro Limoeirense e il Barreiros nella finale a quattro. Nel 2004, il club ha partecipato di nuovo al Campeonato Brasileiro Série C, dove è stato eliminato alla terza fase dal Treze. Nel 2006, il Porto è stato eliminato alla seconda fase del Campeonato Brasileiro Série C. Nel 2007, il club ha partecipato di nuovo al Campeonato Brasileiro Série C, ed è stato di nuovo eliminato alla seconda fase.

## Palmarès

### Competizioni statali
- Campeonato Pernambucano Série A2: 1

2003